# Мутсу (село)
Мутсу (ест. Mutsu) — село в Естонії, входить до складу волості Вастселійна, повіту Вирумаа.
Поблизу північно-східної околиці села розташоване однойменне озеро.